# 仁寬
仁寛（？—1114年），日本佛教真言宗立川流創始人，後改名蓮念。

## 生涯
他是左大臣村上源氏源俊房之子，兄長勝覺也是修驗道醍醐三宝院流開基人。初随其兄出家，後來成為阿闍梨和輔仁親王護持僧。
後因與暗殺鳥羽天皇的永久之變有牽連被流配伊豆，到當地後改名蓮念廣收子弟，将真言传授给有妻室之俗人及食肉之庶人；武藏国的阴阳师见莲入其门，见莲将真言宗金剛密、胎藏密两密与阴阳道混合成一种教派，提倡男女雙修是即身成佛之秘术，后世称为立川流。